# Night in the Woods
Night in the Woods är ett äventyrsspel som utvecklades av den kanadensiska utvecklingsstudion Infinite Fall och distribuerades av Finji för Microsoft Windows, Mac OS, Linux och Playstation 4 i februari 2017 samt Xbox One och Nintendo Switch senare. Spelet släpptes till iOS år 2021.
Utvecklingsstudion grundades av speldesignern Alec Holowka och animatören Scott Benson, som påbörjade utvecklingen av spelet 2013 med folkfinansiering på Kickstarter.

## Handling
Spelet handlar om tjugoårige Margaret "Mae" Borowski som hoppar av college och återvänder hem till den sömniga gruvstaden Possum Springs för att umgås med sina barndomsvänner. Mycket snart börjar mystiska saker hända i staden, vilket Mae och hennes vänner bestämmer sig för att undersöka.

## Utveckling
Under slutet på oktober 2013 lades spelet upp på Kickstarter med ett mål på 50 000 USD som skulle hjälpa utvecklarna att slutföra spelet. Inom 26 timmar uppnåddes målet fyrfaldigt med donationer från över 7 000 personer. Med de resterade pengarna anställde utvecklarna ytterligare personal för att hjälpa till att lägga in mer material i spelet.
Närmare slutet på oktober 2017 meddelade utvecklarna att spelet kommer att släppas till IOS och Android under 2018. En vecka senare tillkännagavs en uppdatering, vid namn "Weird Autumn Edition", som planerades komma den 13 december samma år och utlovas utöka spelets innehåll. Spelen Longest Night och Lost Constellation följer även med i uppdateringen, som fungerar som fristående berättelser till spelet.

## Mottagande
| Mottagande      | Mottagande                     |
| Samlingsbetyg   | Samlingsbetyg                  |
| Tjänst          | Betyg                          |
| --------------- | ------------------------------ |
| Gamerankings    | 87.93/100 (PC) 89.64/100 (PS4) |
| Metacritic      | 87/100                         |
| Recensionsbetyg |                                |
| Publikation     | Betyg                          |
| Destructoid     | 9,5/100 (PS4)                  |
| Game Informer   | 9/10 (PS4)                     |
| Gamespot        | 9/10 (PC)                      |
| Gamereactor     | 9/10                           |
| IGN             | 8,7/100 (PC)                   |
| Polygon         | 7,5/10 (PC)                    |
| The Guardian    | 5/5 (PC)                       |

Spelet har fått beröm för sina karaktärer och barnboksliknande grafiska stil, medan kritik riktades mot spelets långa inläsningstider. Petter Hegevall från Gamereactor jämförde spelet med andra spel, som Limbo, Life Is Strange, Alan Wake och Animal Crossing.
Metacritics samlade recensioner har ett medelbetyg på 87/100 på versionerna till PC och Playstation 4, medan Gamerankings medelbetyg är 87.93/100 och 89.64/100 på respektive plattform.